# Osdorp (tuinstad)

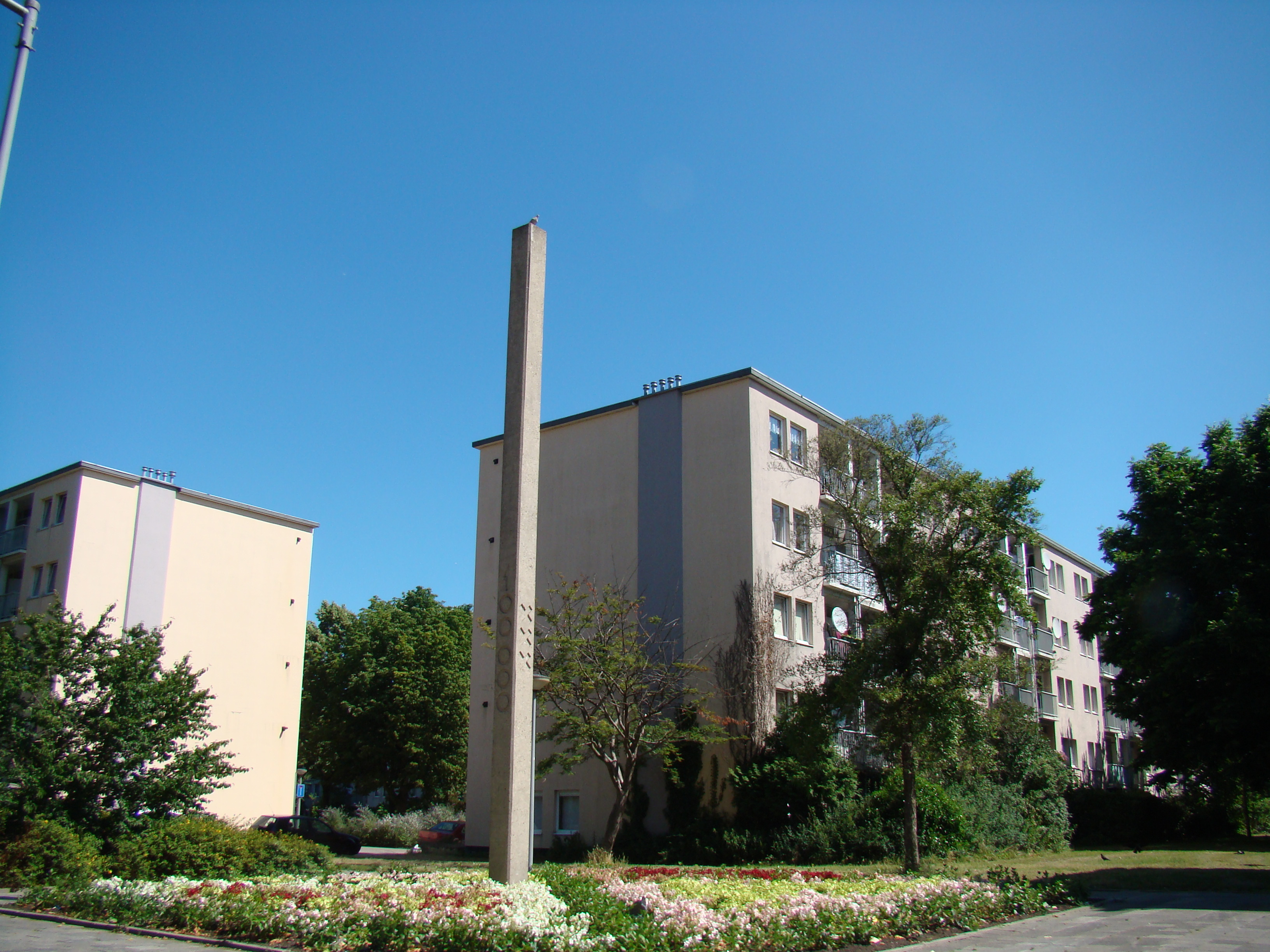
De 100.000 heipaal van de Westelijke Tuinsteden bevindt zich bij de Saaftingestraat in Osdorp Midden-Noord.

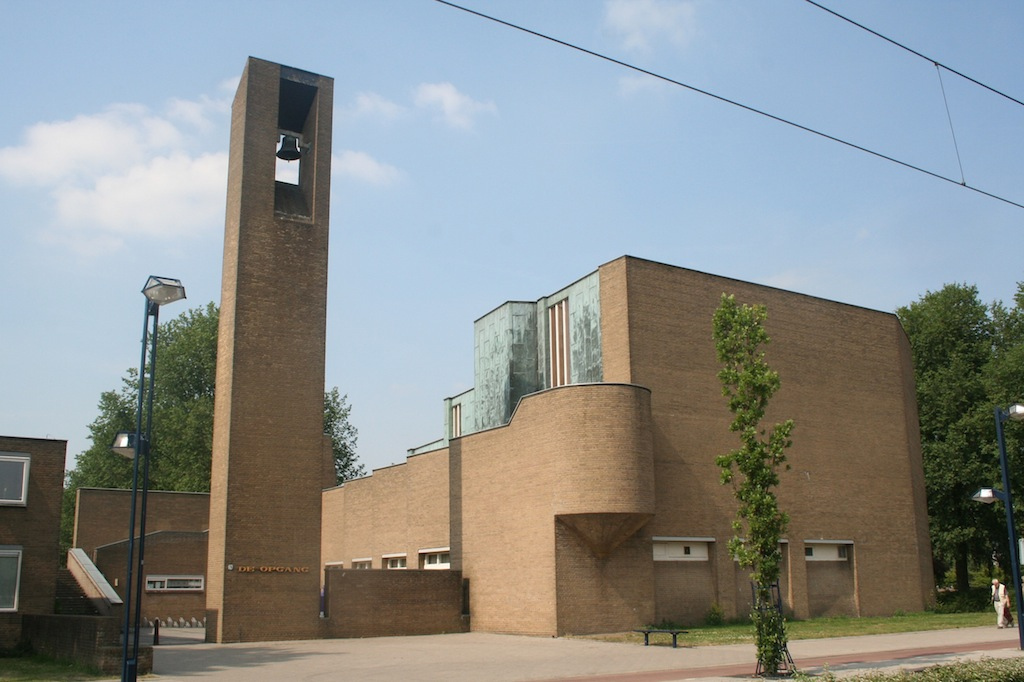
De in 2007 gesloopte kerk De Opgang aan de Tussen Meer.

Osdorp (Tuinstad Osdorp) is een wijk in de Westelijke Tuinsteden in Amsterdam, in de Nederlandse provincie Noord-Holland. De naam is ontleend aan het 900 jaar oude dorp Osdorp dat tegenwoordig de naam Oud Osdorp draagt. 
De eerste paal werd geslagen in 1957 en in 1958 konden de eerste woningen in gebruik genomen worden aan Meer en Vaart, woningen van de Algemene Woningbouw Vereniging. Deze werden rond 2006 gesloopt. 
In Osdorp zijn straten vernoemd naar onder andere boerderijen en andere begrippen uit de vroegere gemeente Sloten en uit Rijnland en naar verdronken dorpen in Zeeland. De wijk bestaat uit een mengeling van laag-, middel-, en hoogbouw en was halverwege de jaren zeventig volgebouwd.
Osdorp wordt aan de oostzijde begrensd door de Sloterplas en de Christoffel Plantijngracht, aan de noordzijde door de Ookmeerweg, aan de zuidzijde door de Plesmanlaan en aan de westzijde door de Middelveldsche Akerpolder. In de jaren negentig kwam nog een uitbreiding aan de westkant tot stand in de vorm van de wijk De Aker.
Osdorp kreeg in 1962 een tramverbinding naar Slotervaart - Surinameplein en verder, toen tramlijn 17 via het Osdorpplein naar het Dijkgraafplein ging rijden. In 1971 kwam tramlijn 1 hiervoor in de plaats. In 1988 keerde lijn 17 weer terug in Osdorp, maar nu met eindpunt Osdorpplein. Toen in 2001 lijn 1 via de Pieter Calandlaan naar De Aker werd verlegd, ging lijn 17 weer naar zijn oorspronkelijke eindpunt Dijkgraafplein.
Met de instelling van de eerste stadsdelen werd de wijk in 1981 onderdeel van het stadsdeel Osdorp. Sinds 2010 maakt deze deel uit van het stadsdeel Nieuw-West. Osdorp als wijk vormt nu onderdeel van twee officieel gedefinieerde wijken: Osdorp-Midden en Osdorp-Oost.